# Ryszard Żuber (ekonomista)
Ryszard Feliks Żuber – doktor habilitowany nauk ekonomicznych inżynier, nauczyciel akademicki, profesor nadzwyczajny Politechniki Warszawskiej i Wyższej Szkoły Ekologii i Zarządzania w Warszawie, specjalista w zakresie controllingu w zarządzaniu przedsiębiorstwem, technicznego przygotowania produkcji oraz zarządzania innowacjami.

## Życiorys
Uzyskał tytuł inżyniera, stopień doktora nauk technicznych oraz doktora habilitowanego nauk ekonomicznych. Był kierownikiem Zakładu Badań i Rozwoju Produkcji na Wydziale Inżynierii Produkcji Politechniki Warszawskiej oraz Zakładu Zarządzania Innowacjami Wydziału Zarządzania Politechniki Warszawskiej. Kierował programem restrukturyzacji Banku PKO BP. Został profesorem nadzwyczajnym Wydziału Zarządzania Politechniki Warszawskiej oraz Wydziału Zarządzania Wyższej Szkoły Ekologii i Zarządzania w Warszawie.
Odznaczony Srebrnym (2003) i Złotym (2021) Krzyżem Zasługi.